# Чечевиця білолоба
Чечевиця білолоба (Carpodacus dubius) — вид горобцеподібних птахів родини в'юркових (Fringillidae). Мешкає в горах Китаю. Раніше вважался конспецифічною з білобровою чечевицею, однак була визнана окремим видом.

## Підвиди
Виділяють три підвиди:
- C. d. femininus Rippon, 1906 — від південно-східного Тибету, східного Ассаму і північного Аруначал-Прадешу до західного Сичуаня і північного Юньнаня;
- C. d. dubius Przewalski, 1876 — від південно-східного Цинхая до південно-східного Ганьсу, південного Нінся і північного Сичуаня;
- C. d. deserticolor (Stegmann, 1931) — північно-східний Цинхай (западина Цайдам і гори Бурхан-Будда[ru]).

## Поширення і екологія
Білолобі чечевиці мешкають в горах центрального Китаю. Вони живуть в гірських хвойних і мішаних лісах з густим підліском, у високогірних чагарникових заростях та на високогірних луках, на висоті від 2800 до 4600 м над рівнем моря. Взимку мігрують в долини, трапляються на півночі М'янми. Зустрічаються парами або невеликими розрізененими зграйками, взимку часто приєднуються до змішаних зграй птахів разом з рожевогорлими чечевицями і арчевими кострубами. Живляться насінням трав, пагонами, бруньками, ягодами, плодами, іноді дрібними безхребетними. Сезон розмноження триває в липні-серпні.